# Thorutite
La thorutite è un minerale.